# 그랜드 올림픽 오디토리엄

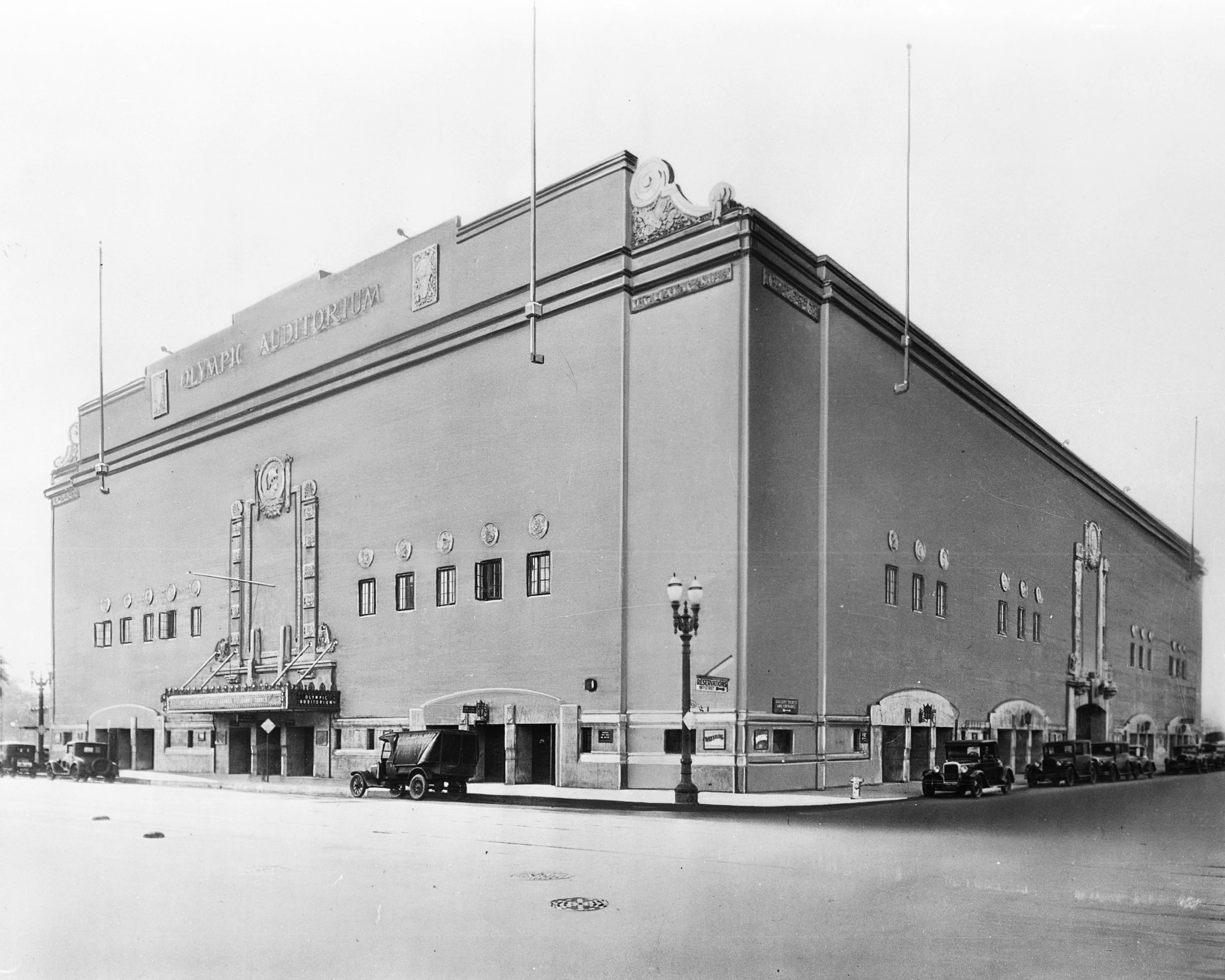

그랜드 올림픽 오디토리엄(영어: Grand Olympic Auditorium)은 미국 캘리포니아주 로스앤젤레스에 있는 실내 체육관이다. 1932년 하계 올림픽에서 레슬링, 복싱, 역도 종목이 개최되었다.

## 참고 자료
- (영어) 1932년 하계 올림픽 공식 보고서 p. 70.